# 古湯映画祭
古湯映画祭（ふるゆえいがさい）は、佐賀市富士町の古湯温泉で毎年開催される映画祭である。

## 概要
1984年に佐賀郡富士町（現・佐賀市）で始められた映画祭で、『温泉に入って映画を見られたらいいですね。映画館の無い町で映画祭も面白いと思いますよ。富士町で映画祭をぜひやりましょう。』と、当時、佐賀市の自主上映団体『シネアスト佐賀』の主宰の呼びかけで始まり、以後、2005年に富士町と佐賀市が合併した後も毎年続けられている。
例年3日間にわたって10本前後の映画が上映されるほか、映画監督・映画プロデューサー・俳優などの映画関係者のトークショーが開催される。
2003年に20周年を迎え、『第27回山路ふみ子映画賞・特別賞』と『第13回日本映画批評家大賞・特別賞』を受賞。
第1回は7月に行われたが、その後は9月に開催されている。
なお、2016年（平成28年・第33回）は9月17日から19日までの開催が決定していたが、台風16号接近のため全日程が中止となった。2020年（令和2年）は9月19日から21日までの開催を計画していたが、新型コロナウイルス感染症の世界的流行の影響で映画監督や俳優ら招待ゲストの調整が難航した上、延期しても全国の感染状況次第で中止を余儀なくされる恐れがあると判断し中止となった。また翌2021年も同様の理由で中止となり、2022年（令和4年）より再開された。

## 過去の映画祭

### 第1回（1984年）
- 上映作品

『ILL HEALTH』『レミング』『救ひを求むる人々』『愛情伝説』『ときめきイチョウ通り』『ガキ帝国』『ウィークエンドシャッフル』『俗物図鑑』『シャッフル』『狂い咲きサンダーロード』『山あいの町』『山あいの町』『由布島は今』『ザ・サノスケ』『留年生下宿むかつき』『なすび』『Highway Dream』『神様』『MOMENT』『張込み』『東海道四谷怪談』『AGAIN』
- ゲスト

石井聰互（映画監督|監督）、小林紘（製作）

### 第2回（1985年）
- 特集

黒澤明
- 上映作品

『風とライオン』『ブレイクタウン物語』『沙耶のいる透視図』『未知との遭遇』『赤ひげ』『續姿三四郎』『蜘蛛巣城』『A・K』『銀嶺の果て』『狂った果実』『兄貴の恋人』『男の顔は履歴書』『すくらんぶるPOTATOにタバスコかけて』『Moon Hat On』『必殺!忍び人』『異邦人』『アップル・ストーリー』『春風』『地獄に墜ちた刑事ども』『春眠〜石隈耕一の場合』『ある映画監督の蒸発』『ONE SIDE』
- ゲスト

増田久雄（製作）、小林紘（製作）、高樹沙耶（俳優）、井出雅人（脚本家）、白井佳夫（映画評論家）、西村雄一郎（映画評論家）

### 第3回（1986年）
- 特集

黒澤明
- 上映作品

『暗くなるまで待てない』『高校大パニック』『突撃!博多愚連隊』『伝説の午後いつか見たドラキュラ』『SPh（エスフィー）』『地球に落ちてきたくま』『ハートじかけのオレンジ』『夢で逢いましょう』『妖精たちの25時』『夏の夜空に未来が見える』『ノイバウテン半分人間』『星空のむこうの国』『夢見るように眠りたい』『国士無双』『スター・ウォーズ』『天国と地獄』『野良犬』『用心棒』『一番美しく』『隠し砦の三悪人』『乱』 
- ゲスト

牛山真一（監督）、小中和哉（監督）、小林紘（製作）、進藤貴美男（製作）、石井聰互（監督）、佐藤勝（音楽）、村木与四郎（美術）、ワダ・エミ（衣装デザイナー）、古知佐和子（女優）、西村雄一郎（映画評論家）

### 第4回（1987年）
- 特集

ミステリー＆ハードボイルド
- 上映作品

『ゆめこの大冒険』『森の向こう側』『卒業プルーフ』『ちょうちん』『ネバーエンディング・ストーリー』『マルタの鷹』『夜の牙』『友よ静かに瞑れ』『木枯らし紋次郎』『醜聞（スキャンダル）』『羅生門』『錆びた炎』『白痴』『左ききの狙撃者・東京湾』『張込み』『砂の器』
- ゲスト

鶴見辰吾（俳優・製作）、梶間俊一（監督）、小林紘（製作）、金子朋子（製作協力）、北方謙三（作家）、笹沢左保（作家）、野村芳太郎（監督）、小林久三 (作家）、西村雄一郎（映画評論家）

### 第5回（1988年）
- 特集

アクション時代劇のﾋｰﾛｰたち
- 上映作品

『バス』『ロックよ静かに流れよ』『四月怪談』『パイレーツによろしく』『銀河鉄道999』『柳生武芸帳』『戦国野郎』『大菩薩峠』『次郎長三國志勢揃い清水港』『大菩薩峠』『笛吹童子』『十三人の刺客』『柳生一族の陰謀』『ダイナマイトどんどん』『トラック野郎男一匹桃次郎』『木枯らし紋次郎関わりござんせん』『仁義なき戦い』
- ゲスト

松隆志（監督）、増田久雄（製作）、長崎俊一（監督）、小中和哉（監督）、後藤幸一（監督）、笹沢左保（作家）、鳥越マリ（俳優）、小林紘（製作）、久世浩（殺陣師）と久世七曜会、岡本喜八（監督）、千葉真一（俳優、アクション監督）、西村雄一郎（映画評論家）、工藤栄一（監督）、菅原文太（俳優）

### 第6回（1989年）
- 特集

映画風景論
- 上映作品

『津軽』『赤いカラスと幽霊船』『となりのトトロ』『廃市』『さびしんぼう』『東京物語』『出張』『バナナシュート裁判』『麗猫伝説』『時をかける少女』『小早川家の秋』『夢の祭り』 
- ゲスト

五十嵐匠（監督）、小中和哉（監督）、大林宣彦（監督）、長部日出男（監督・作家）、沖島勲（監督）、油井昌由樹（俳優）、大林恭子（プロデューサー）、尾形充洸（プロデューサー）、小林紘（製作）、尾美としのり（俳優）、ワダ・エミ（衣装デザイナー）、西村雄一郎（映画評論家）

### 第7回（1990年）
- 特集

喜劇・日本人の心を求めて
- 上映作品

『天空の城ラピュタ』『曖・昧・Me』『バタアシ金魚』『さよなら・こんにちわ』『喜劇・女は度胸』『生きてるうちが花なのよ』『死んだらそれまでよ党宣言』『祭りの準備』『浪人街』『運が良けりゃ』『二階の他人』『馬鹿まるだし』『男はつらいよ 奮闘篇』『幸福の黄色いハンカチ』
- ゲスト

佐藤闘介（監督）、筒井道隆（俳優）、土屋久美子（俳優）、増田久雄（製作）、小林紘（製作）、小沢俊晴（製作）、森﨑東（監督）、福田陽一郎（監督）、原田芳雄（俳優）、石橋蓮司（俳優）、山田洋次（監督）、佐藤蛾次郎（俳優）、西村雄一郎（映画評論家）

### 第8回（1991年）
- 特集

空想科学への冒険★東宝特撮映画特集
- 上映作品

『真夏の少年』『C・ジャック』『あふれる熱い涙』『ゴジラ』『マタンゴ』『妖星ゴラス』『空の大怪獣ラドン』『ガス人間第一号』『ハワイ・マレー沖海戦』『日本沈没』『ゴジラvsビオランテ』 
- ゲスト

野村恵一（監督）、藤井かほり（俳優）、田代廣孝（監督）、川上秀次郎（製作）、本多猪四郎（監督）、川北紘一（特技監督）、西村雄一郎（映画評論家）、当摩寿史（監督）、熊本智考（日本ビクター）、ルビー・モレノ（俳優）、小林紘（製作）、土屋嘉男（俳優）、植草信和（キネマ旬報編集長）、田中友幸（製作）、小高恵美（俳優）、大森一樹（監督）、ゴジラ（着ぐるみ）

### 第9回（1992年）
- 特集

権力へのあくなき挑戦★熊井啓監督特集
- 上映作品

『魔女の宅急便』『パイナップルツアーズ』『ナンミン・ロード』『もっとしなやかにもっとしたたかに』『ありふれた愛に関する調査』『海と毒薬』『千利休 本覚坊遺文』『帝銀事件・死刑囚』『ひかりごけ』『忍ぶ川』『サンダカン八番娼館 望郷』
- ゲスト

熊井啓（監督）、奥田瑛二（俳優）、真喜屋力（監督）、中江裕司（監督）、當間早志（監督）、根岸季衣（俳優）、代島治彦（プロデューサー）、五十嵐匠（監督）、西村雄一郎（映画評論家）、小林紘（製作）、梅林茂（作曲家）、小林竜雄（脚本家）

### 第10回（1993年）
- 特集

１０周年記念★映画でふり返るわが昭和史
- 上映作品

『ドライビング・ハイ』『紅蓮花 Gurenbana』『ゲンセンカン主人』『酔いどれ天使』『椿三十郎』『七人の侍』『モスラ』『家族』『その後の仁義なき戦い』『日本列島』『トットチャンネル』『TOMORROW 明日』『青春デンデケデケデン』
- ゲスト

石井輝男（監督）、大林宣彦（監督）、大森一樹（監督）、工藤栄一（監督）、熊井啓（監督）、黒木和男（監督）、渡辺護（監督）、沖島勲（脚本）、佐野史郎（俳優）、水木薫（俳優）、小林紘（製作）、小椋悟（企画・製作）、橋本以蔵（監督）、西村雄一郎（映画評論家）

### 第11回（1994年）
- 特集

青春映画特集★春機発動期
- 上映作品

『大阪の章二クン』『エンジェル・ダスト』『さらば宇宙戦艦ヤマト』『帰らざる日々』『パラダイスの唇』『サード』『遠雷』『妹』『けんかえれじい』『ツｲゴイネルワイゼン』
- ゲスト

久保道子（製作・俳優）、永島敏行（俳優）、管優菜（俳優）、西田宣善（製作）、河口さよみ（俳優）、梓陽子（俳優）、荻野洋一（監督）、鈴木清順（監督）、小林紘（製作）、西村雄一郎（映画評論家）

### 第12回（1995年）
- 特集

戦後５０年特集★平和の実感
- 上映作品

『螢Ⅱ 赤い傷痕』『BUT GUY BEACH』『ライオン・キング』『全身小説家』『ゆきゆきて神軍』『人間の壁』『ひめゆりの塔』『おかあさん』『ハワイ・ミッドウェイ大海空戦 太平洋の嵐』『世界大戦争』
- ゲスト

香川京子（俳優）、松林宗恵（監督）、原一男（監督）、梶間俊一（監督）、瀬戸恒雄（製作）、魏涼子（俳優）、あいかわ翔（監督・俳優）、麻生久美子（俳優）、藤原紀香（俳優）、小林紘（製作）、西村雄一郎（映画評論家）

### 第13回（1996年）
- 特集

日本的アクション映画の源流
- 上映作品

『八月の光』『樹の上の草魚』『MUSASHI』『RUBBER'S LOVER』『101匹わんちゃん』『県警対組織暴力』『仁義なき戦い 頂上作戦』『蒲田行進曲』『忠臣蔵外伝 四谷怪談』『四万十川』『薄化粧』『疑惑』
- ゲスト

深作欣二（監督）、古田求（脚本）、藤真梨子（俳優）、荻野目慶子（俳優）、野伏翔（監督）、田久保正之（製作・脚本）、小倉一郎（俳優）、石川淳志（監督）、吉本多香美（俳優）、小林紘（製作）、福居ショウジン（監督・脚本・製作・編集）、鵜飼邦彦（編集）、岩田正恵（監督・脚本・編集）、桜蘭桃子（監督）、佐々木良（製作）、西村雄一郎（映画評論家）

### 第14回（1997年）
- 特集

大人になるためのサマータイム
- 上映作品

『一心太助 天下の一大事』『林檎のうさぎ』『元気の神様』『SAWADA』『ガメラ 大怪獣空中決戦』『山田村ワルツ』『毎日が夏休み』『それから』『失楽園』『の・ようなもの』『(ハル)』『家族ゲーム』 
- ゲスト

森田芳光（監督）、金子修介（監督）、伊藤克信（俳優）、田中慎二（編集）、中村幻児（監督）、五十嵐匠（監督）、小林広司（監督・脚本）、松田美由紀（俳優）、熊谷真美（俳優）、小林紘（製作）、西村雄一郎（映画評論家）

### 第15回（1998年）
- 特集

日本映画の新たなる波動
- 上映作品

『アラジン 盗賊王の伝説』『乱』『友情』『ザ・ハリウッド』『YYK論争 永遠の誤解』『チャカ/LONELY HITMAN』『どついたるねん』『ビリケン』『愚か者・傷だらけの天使』『僕らはみんな生きている』『病は気から 病院へ行こう2』『木村家の人びと』『コミック雑誌なんかいらない!』
- ゲスト

滝田洋二郎（監督）、阪本順治（監督）、岸部一徳（俳優）、一色伸幸（脚本）、ベンガル（俳優）、野村恵一（監督）、沖島勲（監督）、渡辺武（監督）、山之内幸夫（作家）、瀬戸恒雄（制作）、松川信（俳優）、吉村美紀（俳優）、小林紘（製作）

### 第16回（1999年）
- 特集

篠田正浩の日本探検
- 上映作品

『ダンボ』『オサムの朝』『たからもの』『心中天網島』『梟の城』『処刑の島』『瀬戸内ムーンライト・セレナーデ』『卑弥呼』 
- ゲスト

篠田正浩（監督）、角谷優（製作）、佐藤慶（俳優）、梶間俊一（監督）、山下健一郎（上映委員会）、手塚理美（俳優）、内田琢磨（監督）、内田亮一（俳優）、尾形充洸（製作）、西村雄一郎（映画評論家）

### 第17回（2000年）
- 特集

２１世紀の映像旗手たち
- 上映作品

『東京兄妹』『大阪物語』『ざわざわ下北沢』『サイボーグ009 超銀河伝説』『殺し』『スイート・スイート・ゴースト』『地雷を踏んだらサヨウナラ』『独立少年合唱団』『キューバの恋人』『竜馬暗殺』『スリ』 
- ゲスト

市川準（監督）、中島ちあき（俳優）、黒木和雄（監督）、五十嵐匠（監督）、緒方明（監督）、小林政広（監督）、日向寺太郎（ｱｼｽﾀﾝﾄ･ﾌﾟﾛﾃﾞｭｰｻｰ、助監督）、青木研次（脚本）、橋本泰夫（録音）、岩野博介（宣伝）、小張アキ子（映画評論家）、原田芳雄（俳優）、伊佐山ひろ子（俳優）、香川照之（俳優）、小澤征悦（俳優）、小林紘（製作）、西村雄一郎（映画評論家）

### 第18回（2001年）
- 特集

新藤兼人の遺言状
- 上映作品

『キネマ通りの人々』『青の瞬間』『あしたはきっと・・・』『トイ・ストーリー2』『裸の島』『裸の十九才』『LOVE/JUICE』『三文役者』『ある映画監督の生涯 溝口健二の記録』『愛妻物語』『午後の遺言状』 
- ゲスト

新藤兼人（監督・脚本）、新藤次郎（制作）、新藤風（監督・脚本）、原田大二郎（俳優）、山内麻里子（監督・脚本・音楽）、草野陽花（監督・脚本）、柳沢真理亜（俳優）、三原光尋（監督・脚本）、多井久晃（プロデューサー）、小林紘（製作）、西村雄一郎（映画評論家）

### 第19回（2002年）
- 特集

映像が織りなす・・・人間模様
- 上映作品

『走れケッタマシン ウェディング狂騒曲』『十七歳』『伝説のやくざボンノ』『クレヨンしんちゃん 嵐を呼ぶモーレツ!オトナ帝国の逆襲』『新網走番外地 吹雪のはぐれ狼』『冬の華』『駅 STATION』『ホタル』『八甲田山』『あ、うん』『誘拐』
- ゲスト

降旗康男、（監督・脚本）、木村大作（撮影）、夏八木勲（俳優）、石塚克彦（監督・脚本）、今関あきよし（監督）、滝裕可里（俳優）、辻裕之（監督）、松島富士雄（プロデューサー）、瀬戸恒雄（プロデューサー）、小林紘（製作）、西村雄一郎（映画評論家）

### 第20回（2003年）
- 特集

２０年目の古湯映画祭
- 上映作品

『男はつらいよ ぼくの伯父さん』『ダイナマイトどんどん』『水の旅人 侍KIDS』『ゴジラ・モスラ・キングギドラ大怪獣総攻撃』『チルソクの夏』『私立探偵濱マイク 31→1の寓話』『ホテル・ハイビスカス』『HAZAN』『女咲かせます』『なごり雪』『スパイ・ゾルゲ』『シュート』『美しい夏キリシマ』『たそがれ清兵衛』
- ゲスト

五十嵐匠（監督）、大林宣彦（監督）、大林恭子 （プロデューサー）、大森一樹（監督）、緒方明（監督）、金子修介（監督）、黒木和雄（監督）、篠田正浩（監督）、中江裕司（監督）、古田求（脚本）、森﨑東（監督）、臼井正明 （プロデューサー）、小田エリカ（俳優）、西村雄一郎（映画評論家）

### 第21回（2004年）
- 特集

陣内孝則★音と映像
- 上映作品

『破線のマリス』『のど自慢』『シャ乱Qの演歌の花道』『ロッカーズ ROCKERS』『愛してよ』『いつか読書する日』『ちょうちん』
- ゲスト

陣内孝則（監督・俳優）、井坂聡（監督）、尾藤イサオ（俳優・歌手）、古川康（佐賀県知事）、森重晃（プロデューサー）、福岡芳穂（監督）、追分史朗（プロデューサー）、緒方明（監督）、石井渉（企画・製作）、野村祐人（俳優）、鈴木砂羽（俳優）、岸部一徳（俳優）

### 第22回（2005年）
- 特集

青春EMOTION　”喜怒哀楽”
- 上映作品

『ファインディング・ニモ』『岸和田少年愚連隊』『ガキ帝国』『パッチギ!』『映写技師 飯山庄之輔』『月とキャベツ』『深呼吸の必要』『昭和歌謡大全集』
- ゲスト

井筒和幸（監督）、篠原哲雄（監督）、久遠さやか（俳優）、斉藤陽一郎（俳優）、緒方明（監督）、古川康（佐賀県知事）

### 第23回（2006年）
- 特集

女のコってカッコイイ！　ザ・ガールズ　ガールズ
- 上映作品

『佐賀のがばいばあちゃん』『誰がために』『父と暮せば』『スウィングガールズ』『下妻物語』『嫌われ松子の一生』『三年身籠る』『せかいのおわり』『かもめ食堂』
- - 『嫌われ...』の途中より停電のため上映中止
- ゲスト

日向寺太郎（監督）、川上皓一（撮影）、エリカ（俳優）、中島哲也（監督）、山田宗樹（作家）、唯野未歩子（監督）、風間志織（監督）

### 第24回（2007年）
- 特集

佐々部清監督特集★昭和のこころ…ひとの想い
- 上映作品

『夕凪の街 桜の国』『カーテンコール』『日本の黒い夏 冤罪』『半落ち』『陽はまた昇る』 
- ゲスト

佐々部清（監督）、伊嵜充則（俳優）、臼井正明（プロデューサー）、田村三郎（俳優）

### 第25回（2008年）
- 特集

周防正行監督特集★笑いと涙とマジとそれから・・・
- 上映作品

『竜二』『狂い咲きサンダーロード』『長州ファイブ』『ドラえもん”のび太の恐竜”』『秋刀魚の味』『ファンシイダンス』『それでもボクはやってない』『春夏秋冬そして春』『シコふんじゃった。』『Shall we ダンス?』 
- ゲスト

周防正行（監督）、周防義和（作曲編曲）、五十嵐匠（監督）、原日出子（俳優）、清水美沙（俳優）、山下徹大（俳優）、速水清司（ミュージシャン）、桜金蔵（俳優）、桑原充人（「小林紘氏を偲ぶ会」代表世話人）

### 第26回（2009年）
- 特集

富士町古湯日韓海峡圏映画祭
- 上映作品

『スリーカウント』『シャカリキ！』『ぼくのおばあちゃん』『嫌われ松子の一生』『チルソクの夏』『解夏』『島田洋七の佐賀のがばいばあちゃん』『シークレット・サンシャイン』『初恋のアルバム～人魚姫のいた島～』『春香伝』『酔仙』『風の丘を越えて／西便制』『愛 サラン』 
- ゲスト

磯村一路（監督）、大野伸介（監督）、佐々部清（監督）、326（なかむらみつる）（原作）、李鳳宇（シネカノン代表）
、イム・グォンテク（監督）、オ・ジョンヘ（俳優）、クァク・キョンテク（監督）、パク・フンシク（監督）

### 第27回（2010年）
- 特集

李相日×種田陽平＝悪人
- 上映作品

『BORDER LINE』『ソフトボーイ』『えい、あの出来損ないめ！』『ヤッターマン』『スクラップ・ヘブン』『青～chong～』『フラガール』『悪人』『スワロウテイル』『69 sixty nine』『ヴィヨンの妻 ～桜桃とタンポポ～』
- ゲスト

李相日（監督）、種田陽平（美術監督）、仁平知世（プロデューサー）、豊島圭介（監督）、筒井竜平（プロデューサー）、野口毅（実話モデル）

### 第28回（2011年）
- 特集

原田芳雄は活きている
- 上映作品

『JAZZ爺MEN』『死にゆく妻との旅路』『ふるさとがえり』『僕達急行（ぼくきゅう）～A列車で行こう～』『ツィゴイネルワイゼン』『寝盗られ宗介』『鬼火』『ニワトリはハダシだ』『たみおのしあわせ』『大鹿村騒動記』『父と暮せば』
- ゲスト

宮武由衣（監督）、塙幸成（監督）、林弘樹（監督）、高間賢治〈J.S.C.〉（撮影）、小倉一郎（俳優）椎井友紀子（プロデューサー）、山田広野（自作自演活弁映画監督）

### 第29回（2012年）
- 特集

仲代達矢をかいま見る
- 上映作品

『一枚のハガキ』『SR サイタマノラッパー』『SR3 サイタマノラッパー～ロードサイドの逃亡者～』『カールじいさんの空飛ぶ家』『大菩薩峠』『吾輩は猫である』『春との旅』『約束～名張毒ぶどう酒事件 死刑囚の生涯～』『切腹』『いのち・ぼうにふろう』『乱』
- ゲスト

仲代達矢（俳優）、小林政広（監督）、奥野瑛太（俳優）、入江悠（監督）、水澤紳吾（俳優）緒方明（俳優）

### 第30回（2013年）
- 特集

日本映画バンザイ！
- 上映作品

『黄金を抱いて翔べ』『あなたへ』『この空の花-長岡花火物語』『水の旅人-侍KIDS-』『終の信託』『SRサイタマノラッパ－２』『女子ラッパー☆傷だらけのライム』『この世の外へ-クラブ進駐軍』『日本の悲劇』『ツレがうつになりまして』『のんちゃんのり弁』『水の中の八月』
- ゲスト

井筒和幸（監督）、降旗康男（監督）、大林宣彦（監督）、周防正行（監督）、入江悠（監督）、阪本順治（監督）、小林政広（監督）、佐々部清（監督）、緒方明（監督）、石井岳龍（監督）

### 第31回（2014年）
- 特集

荻上直子監督の世界にひたる
- 上映作品

『バーバー吉野』『かもめ食堂』『レンタネコ』『星ノくん・夢ノくん』『めがね』『2クール』『トイレット』『沓掛時次郎 遊侠一匹』『友だちと歩こう』『ペコロスの母に会いに行く』
- ゲスト

荻上直子（監督）、小林聡美（俳優）、もたいまさこ（俳優）、市川実日子（俳優）、緒方明（監督）、高橋長英（俳優）、松尾諭（俳優）、北原香菜子（薩摩琵琶・鶴田流）

### 第32回（2015年）
- 特集

役所広司さんと選んだこの7本
- 上映作品

『仁義なき戦い』『幸福の黄色いハンカチ』『KAMIKAZE TAXI』『アナと雪の女王』『うなぎ』『ガマの油』『キツツキと雨』『聯合艦隊司令長官 山本五十六　-太平洋戦争70年目の真実-』『ドッペルゲンガー』『Shall we ダンス？』
- ゲスト

役所広司（俳優・監督）、沖田修一（監督）、古館寛治（俳優）、成島出（監督）

### 第33回（2016年）
- 特集

矢口史靖監督と鈴木さんたち
※台風のため全日程中止

### 第34回（2017年）
- 特集

矢口史靖監督と鈴木さんたち
- 上映作品

『はなちゃんのみそ汁』『いただきます　その後のはなちゃんのみそ汁　GIFT』『うつくしいひと』『うつくしいひと サバ？』『劇場版 ウルトラマンオーブ　絆の力、おかりします』『ウォーターボーイズ』『ロボジー』『サバイバルファミリー』『スウィングガールズ』『裸足のピクニック』『ひみつの花園』『WOOD JOB！　～神去なあなあ日常～』
- ゲスト

阿久根知昭（監督）、安武信吾／安武はな（原作者）、青柳尊哉（俳優）、矢口史靖（監督）、桝井省志（プロデューサー）、田中要次（俳優）

### 第35回（2018年）
- 特集

佐々部清監督特集　せつなくて、おかしくて、かなしくて、うれしくて・・・
- 上映作品

『ミニオンズ』『夕凪の街 桜の国』『種まく旅人 夢のつぎ木』『結婚しようよ』『陽はまた昇る』『六月燈の三姉妹』『ばぁちゃんロード』『八重子のハミング』『三本木農業高校、馬術部』『群青色の、とおり道』『ゾウを撫でる』
- ゲスト

佐々部清（監督）、井上順（俳優）、文音 AYANE（俳優）、安倍萌生（俳優）、津田寛治（俳優）、田村三郎（俳優）、西田聖志郎（俳優・プロデユーサー）、升毅（俳優）

### 第36回（2019年）
- 特集

平成をふり返って・・・・・観る。
- 上映作品

『Ｌｏｖｅ　Ｌｅｔｔｅｒ』『ぐるりのこと』『ある町の高い煙突』『ＳＴＡＮＤ ＢＹ ＭＥ ドラえもん』『シン・ゴジラ』『ＨＡＮＡｰＢＩ』『鉄道員（ぽっぽや）』『おくりびと』『八日目の蝉』『東京タワー オカンとボクと、時々、オトン』
- ゲスト

松村克弥（監督）、井出麻渡（俳優）、緒方 明（監督・俳優）、尾上克郎（監督）、松尾 諭（俳優）、成島 出（監督）

### 2020年
- 新型コロナウイルス感染拡大のため中止

### 2021年
- 新型コロナウイルス感染拡大のため中止